# Centre des nouvelles industries et technologies
Centar za nove industrije i tehnologije (fr. Centre des nouvelles industries et technologies, CNIT), je prva zgrada izgrađena u La Défenseu, na zapadu Pariza. Karakterističan oblik je zbog trokutaste parcele koju zauzima, zamjenjujući stare tvornice Zodijaka, na teritoriju Puteauxa. Izgrađen 1958. godine, CNIT je prošao kroz dva restrukturiranja, dovršena 1988. i 2009. godine. Upravlja ga tvrtka Viparis.

## Vanjske poveznice
- CNIT